# Collier’s Weekly
«Ко́льерс»    (англ. Collier’s Weekly, впоследствии Collier’s) — бывший еженедельный американский журнал, основанный Питером Фенелоном Кольером в 1888 году и выпускавшийся до 1957 года.
В 1936—1939 годах Collier’s публиковал заметки Марты Геллхорн и Эрнеста Хемингуэя о гражданской войне в Испании.
В период с Первой мировой войны до 1938 года с журналом сотрудничал будущий премьер-министр Великобритании Уинстон Черчилль.
После того как «Collier’s Weekly» принял две работы Курта Воннегута, заплатив $750 и $950, тот, получив за свои произведения эквивалент нескольких месяцев работы в отделе связей с общественностью «General Electric», решил полностью посвятить себя литературе.
Обложки для журнала создавали ведущие американские иллюстраторы — Дж. К. Лейендекер, Говард Чандлер Кристи, Владислав Теодор Бенда, Чесли Боунстелл, Джеймс Монтгомери Флэгг и многие другие.